# Effector Kielce Świętokrzyska Siatkówka 2014-2015
Questa voce raccoglie le informazioni riguardanti l'Effector Kielce Świętokrzyska Siatkówka nelle competizioni ufficiali della stagione 2014-2015.

## Organigramma societario
Area direttiva
- Presidente: Jacek Sęk

Area tecnica
- Allenatore: Dariusz Daszkiewicz
- Allenatore in seconda: Mateusz Grabda

## Rosa
| N° | Nome                | Ruolo | Data di nascita   | Nazionalità sportiva |
| -- | ------------------- | ----- | ----------------- | -------------------- |
| 1  | Sławomir Jungiewicz | S/O   | 21 giugno 1989    | Polonia              |
| 2  | Bartosz Sufa        | L     | 11 agosto 1987    | Polonia              |
| 3  | Mariusz Wacek       | C     | 3 febbraio 1995   | Polonia              |
| 4  | Bartosz Kaczmarek   | L     | 17 gennaio 1991   | Polonia              |
| 5  | Arvydas Mišeikis    | S/O   | 17 settembre 1987 | Lituania             |
| 6  | Jędrzej Maćkowiak   | C     | 17 ottobre 1992   | Polonia              |
| 7  | Marcin Janusz       | P     | 31 agosto 1994    | Polonia              |
| 8  | Adrian Staszewski   | S     | 31 maggio 1990    | Polonia              |
| 10 | Humberto Machacon   | S     | 5 ottobre 1998    | Colombia             |
| 11 | Andreas Takvam      | C     | 4 giugno 1993     | Norvegia             |
| 13 | Adrian Buchowski    | S     | 30 settembre 1991 | Polonia              |
| 14 | Grzegorz Pająk      | P     | 1º gennaio 1987   | Polonia              |
| 15 | Mateusz Bieniek     | C     | 5 aprile 1994     | Polonia              |
| 16 | Rozalin Penčev      | S     | 11 dicembre 1994  | Bulgaria             |
| 17 | Bartosz Krzysiek    | S/O   | 19 febbraio 1990  | Polonia              |
| 19 | Bartosz Dzierżyński | L     | 13 novembre 1996  | Polonia              |
| 20 | Adam Sobota         | S     | 29 febbraio 1996  | Polonia              |